# Parafia Chrystusa Króla w Lędzinach
Parafia Chrystusa Króla – rzymskokatolicka parafia znajdująca się w Lędzinach, w dzielnicy Hołdunów. Parafia należy do dekanatu Lędziny w archidiecezji katowickiej.

## Historia
Parafia rzymskokatolicka na terenie Hołdunowa powstała po II wojnie światowej i została utworzona w oparciu o kościół i budynek probostwa należący do parafii ewangelicko-augsburskiej z II połowy XVIII wieku, składającej się głównie z kolonizatorów niemieckich pochodzących z miejscowości Kozy, przybyłych na ziemie lędzińskiego folwarku Kiełpowy. Po II wojnie światowej z powodu malejącej społeczności ewangelickiej ówczesny lędziński proboszcz ks. Jan Klyczka zwrócił się z prośbą do administracji państwowej o przejęcie kościoła ewangelickiego w Hołdunowie. 18 czerwca 1947 władze państwowe udzieliły zgody na przekazanie kościoła wraz z obiektami mu towarzyszącymi na rzecz parafii rzymskokatolickiej. 7 września 1947 po gruntownym remoncie kościół został poświęcony przez dziekana mysłowickiego ks. Jana Wodarza. Otrzymał on wezwanie Chrystusa Króla. 15 lipca 1948 nominację na wikarego – lokalistę w Hołdunowie otrzymał ks. Walter Linke, który podjął starania o wyłączenie Hołdunowa z parafii Lędziny. 15 grudnia 1948 kuria wyraziła zgodę, aby kuracja w Hołdunowie została wyłączona z parafii lędzińskiej. 7 lipca 1948 biskup Stanisław Adamski erygował „samodzielną stację duszpasterską” w Hołdunowie, a ks. Walter Linke otrzymał tytuł kuratusa. Parafię przyłączono do dekanatu mysłowickiego, a następnie w ramach reorganizacji w 1955 włączono ją do dekanatu tyskiego. W 1969, po powstaniu dekanatu bieruńskiego, Hołdunów przeszedł do nowo utworzonego dekanatu.
17 września 1955 z powodu szkód górniczych zamknięto świątynię. Nabożeństwa zaczęto odprawiać w salce parafialnej na probostwie, a w późniejszych latach w budynku byłego przedszkola. Z biegiem lat, z powodu wzrostu liczby wiernych, zaczęto myśleć o budowie nowej świątyni. 25 marca 1982 otrzymano zgodę na budowę kościoła, probostwa i domu katechetycznego. Nowy kościół powstał w latach 1983–1989. Jego budowniczym był ks. proboszcz Józef Przybyła. 26 sierpnia 1989 biskup Damian Zimoń konsekrował nowy kościół.

## Proboszczowie
- ks. dr Walter Linke (1948–1957)
- ks. Jan Pietrek (1957–1958)
- ks. Leon Misiuda (1958–1964)
- ks. Stanisław Szarlej (1964–1981)
- ks. kan. dr Józef Przybyła (1981–2008)
- ks. Marek Płaza (od 2008)

## Grupy parafialne
- Ministranci
- Dzieci Maryi
- Schola „Laudate Dominum”
- Apostolstwo Dobrej Śmierci
- Ruch Światło-Życie
- Wspólnoty różańcowe
- Świetlica Parafialna „Cordis Iesu”[1]